# Club Deportivo Marathón
Maillots
Le Club Deportivo Marathón est un club hondurien de football basé à San Pedro Sula.

## Palmarès
- Championnat du Honduras de football (9)
  - Champion : 1979, 1985, 2002 (C), 2003 (C), 2004 (A), 2007 (A), 2008 (A), 2009, 2018 (C)

- Coupe du Honduras de football (2)
  - Vainqueur : 1995 et 2017
  - Finaliste : 1973

## Anciens joueurs
- David Suazo
- Jimmy Steward